# Cantó d'Esternay
El cantó d'Esternay és un cantó francès del departament del Marne, situat al districte d'Épernay. Té 19 municipis i el cap és Esternay.

## Municipis
- Bethon
- Bouchy-Saint-Genest
- Champguyon
- Chantemerle
- Châtillon-sur-Morin
- Courgivaux
- Escardes
- Les Essarts-lès-Sézanne
- Les Essarts-le-Vicomte
- Esternay
- La Forestière
- Joiselle
- Le Meix-Saint-Epoing
- Montgenost
- Nesle-la-Reposte
- Neuvy
- La Noue
- Potangis
- Réveillon
- Saint-Bon
- Villeneuve-la-Lionne

## Història
| Data d'elecció                           | Identitat        | Partit                     | Qualitat |
| ---------------------------------------- | ---------------- | -------------------------- | -------- |
| 1945-1951                                | Georges Morain   | SFIO                       |          |
| 1951-1970                                | M. Clément       | MRP, després Divers droite |          |
| 1970-1994                                | Henri Saignes    | RI, després UDF            |          |
| 1994-2001                                | M.Joly           | RPR                        |          |
| 2001-                                    | Patrice Valentin | UMP                        |          |
| les dades anteriors no són pas conegudes |                  |                            |          |
|                                          |                  |                            |          |

## Demografia
| A partir de 1990: Població sense dobles comptes |